# Lupaso
Lupaso ist ein Verwaltungsbezirk (englisch Ward) des Distrikts Masasi in der tansanischen Region Mtwara.

## Geografie
Lupaso liegt im Südosten von Tansania etwa 30 Kilometer südlich der Distrikthauptstadt Masasi an der Grenze zu Mosambik. Diese Grenze bildet der Fluss Rovuma. Der Bezirk grenzt im Norden an Mpeta und Chiungutwa, im Osten an Mbuyuni und Sindano, im Süden an Mosambik und im Westen an Mkonona und Lipumburu. Bei der Volkszählung 2022 lebten 4938 Menschen in 1510 Haushalten auf einer Fläche von 301 Quadratkilometern.

## Gliederung
Der Bezirk besteht aus fünf Gemeinden (Mtaa) mit 22 Orten (Kitongoji):
| Mtojo - Msale - Malirani - Mtojo Kilimani - Mripa - Nakalola | Utimbe - Mnazi Mmoja - Kilimahewa - Amkeni - Umati - Mkalivata | Liurungu - Mbuyuni - Mikangaula - Mtimkubwa - Namputu - Luchilichili | Mbangara - Miesi - Mbagara | Lupaso - Kadudu - Nachenda - Msanga Mkuu - Missioni - Namachupa |

## Infrastruktur
- Bildung: Die Lupaso Secondary School ist eine staatliche weiterführende Schule, die Tagesschüler bis zur 4. Stufe ausbildet.[8]
- Gesundheit: In Lupaso befindet sich ein von der römisch-katholischen Kirche geführtes Gesundheitszentrum.[9]

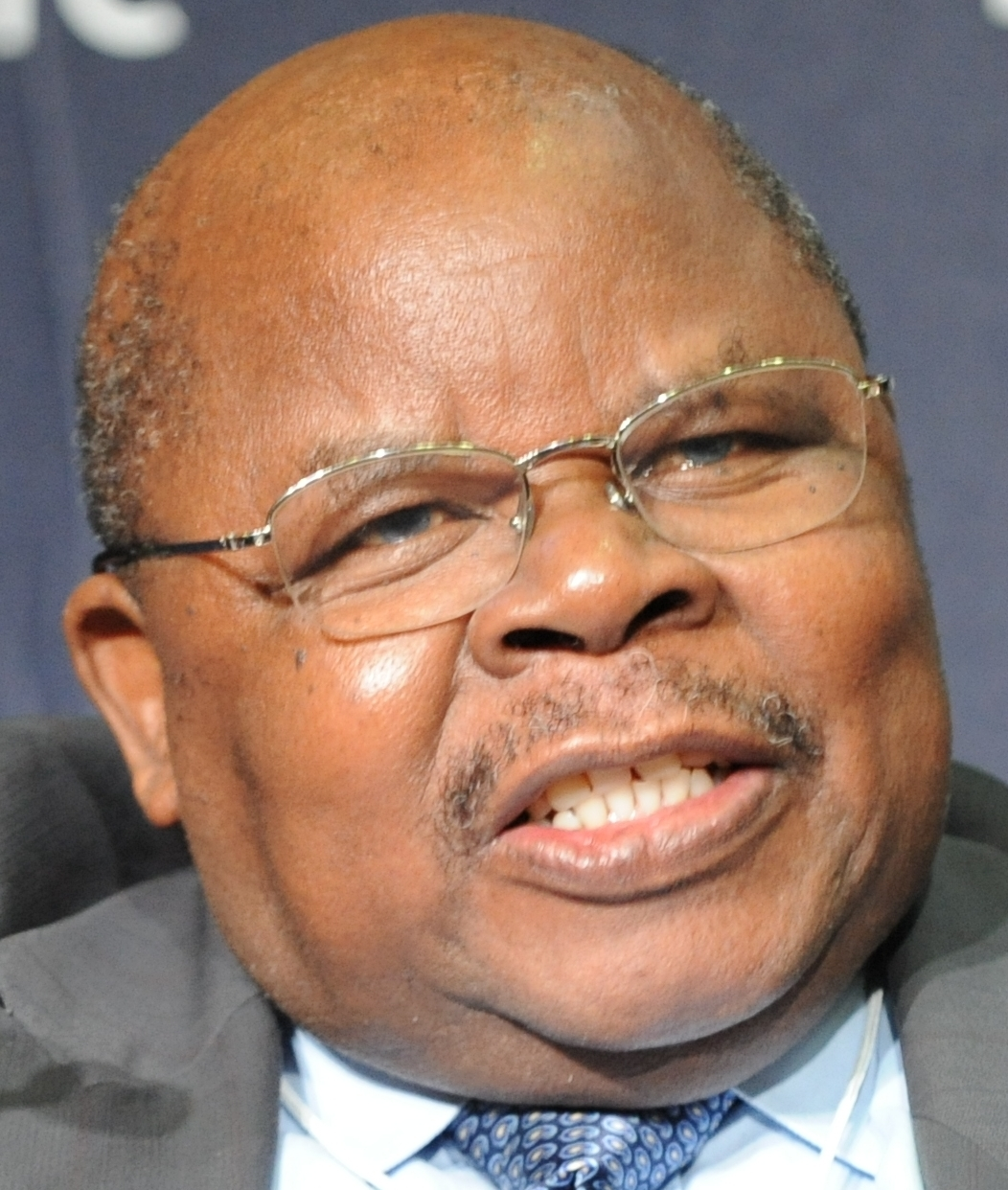
Benjamin William Mkapa

## Persönlichkeiten
Benjamin William Mkapa (* 12. November 1938; † 24. Juli 2020), 3. Präsident von Tansania, geboren und beerdigt in Lupaso